# Hoploscopa mediobrunnea
Hoploscopa mediobrunnea là một loài bướm đêm trong họ Crambidae.